# Nodalla saharica
Nodalla saharica är en insektsart som först beskrevs av Peter Esben-Petersen 1920. 
Nodalla saharica ingår i släktet Nodalla och familjen Berothidae. Inga underarter finns listade i Catalogue of Life.